# Пачакамак (город)
Храм Пачакамак — археологический памятник, расположенный в 40 км к юго-востоку от Лимы в Перу в долине реки Лурин. Первые археологические работы местности предпринял немецкий археолог Макс Уле, которому здесь установлен мемориальный камень.

## Описание
В нём находится (как минимум одна) пирамида, кладбище и красочная фреска с изображением рыб, которые датируются примерно III-VII веками н. э. Город изначально относился к культуре Лима. Развитие города продолжилось при владычестве Уари (примерно VII-IX века), которые, возможно, использовали его как административный центр. Целый ряд характерных для Уари мотивов прослеживаются в сооружениях данного периода, на керамических изделиях и тканях, обнаруженных в захоронениях того времени. После крушения царства Уари город Пачакамак продолжал существовать как религиозный город-государство. Основная часть сооружений города появилась в «послеуарийский» период (около 800—1450 годы н. э.).
Ко времени возникновения инков в долинах рек Римак и Лурин существовало небольшое государство Ичма (Ичмай). В этом государстве Пачакамак служил в основном как религиозный центр для почитания божества Пача Камак. После того, как территория Ичма была присоединена к империи инков, Пачакамак стал важным административным центром. Инки сохранили здесь храм и позволили жрецам Пача Камака существовать независимо от инкской религиозной иерархии. В храме Пачакамак имелся оракул, к которому инки периодически обращались за советом. Инки соорудили 5 дополнительных зданий, в том числе храм Солнца на главной площади.
По сведениям хрониста Сьеса де Леона: «Возведённый на маленьком холме, сделанного вручную полностью из необожжённого кирпича и земли, на вершине которого было поставлено сооружение, начинавшегося снизу и имевшего множество разукрашенных дверей и стен, с фигурами диких животных. Внутри храма, где они ставили идола, находились жрецы, не изображавшие ни малейшей святости. А когда они совершали жертвоприношения перед скоплением народа, образы подходили к дверям храма, и спиной к образу идола, опустив глаза и дрожа, и с таким беспокойством, согласно утверждениям некоторых ныне живущих индейцев, что почти можно будет сравнить с тем, что читаем о жреца Аполлона, когда язычники ожидали своих пустых ответов. И говорят также, что перед фигурой этого дьявола приносили в жертву множество животных и человеческую кровь лиц, которых убивали и что, на их праздниках, считавшихся у них наиболее торжественными, он давал ответ. А услышав их, они верили им, и считали очень правдивыми. По террасам этого храма сделано много больших постоялых дворов, для пришедших на паломничество, и что вокруг него нельзя было хоронить, и не было заслуживающим уважения устраивать могилу, если они не были правителями или жрецами, те, кто пришёл паломником, и принёс дары храму. Когда устраивались большие ежегодные праздники, было много людей, собиравшегося, организовывая свои игры под звуки музыкальных инструментов, привычных для них».

## Богатство храма
Тот же Сьеса де Леон: «Когда губернатор дон Франсиско Писарро (с позволения на то Господа) захватил в провинции Кахамарка Атауальпу, узнав об этом храме, и о его огромном богатстве, находившемся в нём, послал капитана Эрнандо Писарро, своего брата, с группой испанцев, чтобы они добрались до этой долины и извлекли всё золото, какое в этом гнусном храме было и с которым бы он вернулся в Кахамарку. И капитан Эрнандо Писарро постарался побыстрее добраться к Пачакама; известно среди индейцев, что знать и жрецы храма изъяли более 400 нош золота, которое так никогда и не объявилось, ни индейцы, ныне живущие, не знают, где оно находится, ни Эрнандо Писарро не обнаружил (который был, первым испанским капитаном, вступившем на эту землю) ни грамма золота и серебра. Спустя некоторое время капитан Родриго Оргоньес, Франсиско де Годой и другие добыли много золота и серебра из погребений. И ещё полагают и считают определённым, что его намного больше, но так как неизвестно, где оно захоронено, оно потерялось. И если случая его обнаружить не представилось, недолог час, когда оно будет раздобыто».

## Бог Пача Камак
Пача Камак («Творец земли») считался богом-создателем и почитался местными жителями ещё до прихода инков. После инкского завоевания он был принят в инкский пантеон и рассматривался как неудачный соперник бога Виракочи, хотя по другим источникам, Виракоча и Пача Камак отождествлялись.

## Идолы в храме
В 1553 году в книге «Хроника Перу» Сьеса де Леона упоминается о существовании в храме идола-лисицы:
«И потому в наиглавнейшем храме Пачакама[ка] держали лисицу, высоко почитаемую, которой они поклонялись.»